# Venezuela op de Olympische Zomerspelen 1952
Venezuela nam deel aan de Olympische Zomerspelen 1952 in Helsinki, Finland. Atleet Asnoldo Devonish won de allereerste olympische medaille voor zijn land.

## Medailles

### 3Brons
- Asnoldo Devonish — Atletiek, mannen hink-stap-springen

## Resultaten en deelnemers per onderdeel

### Atletiek
- Juan Leiva
- Brígido Iriarte
- Guillermo Gutiérrez
- Paulino Ferrer
- Téofilo Davis
- Filemón Camacho
- Asnoldo Devonish

### Boksen
Mannen bantamgewicht (–54 kg)
- Angel Amaya
  1. Eerste ronde — Verloor van Raul Macías Guevara (Mexico) op punten (0-3)

Mannen vedergewicht (–57 kg)
- Luis Aranguren
  1. Eerste ronde — Verloor van Kurt Schirra (Saarland) op punten (1-2)

Mannen lichtgewicht (–60 kg)
- Vicente Matute
  1. Eerste ronde — bye
  2. Tweede ronde — Versloeg Mohammad Ali (Pakistan) met een knock-out in de eerste ronde
  3. Kwartfinale — Verloor van Erkki Osvald Pakkanen (Finland) op punten (0-3)

Mannen halfweltergewicht (–63,5 kg)
- Salomon Carrizales
  1. Eerste ronde — Versloeg Celestino Pinto (Brazilië) op punten (2-1)
  2. Tweede ronde — Verloor van Charles Adkins (Verenigde Staten) op punten (0-3)

- Sergio Gascue

### Schermen
- Ursula Selle
- Olaf Sandner
- Nelson Nieves
- Gerda Muller
- Edmundo López
- Juan Kavanagh
- Gustavo Gutiérrez
- Augusto Gutiérrez
- Juan Camous
- Giovanni Bertorelli

### Schietsport
- Rigoberto Rivero
- Carlos Monteverde
- Carlos Marrero
- Héctor de Lima Polanco
- Humberto Briceño
- Herman Barreto
- Rafael Arnal

### Schoonspringen
Mannen 3m plank
- Eduardo Fereda
  - Voorronde — 41.98 punten (→ 36e en laatste plaats)

### Wielersport

#### Baanwedstrijden
Mannen 1.000m tijdrit
- Andoni Ituarte
  - Finale — 1:15.4 (→ 16e plaats)

Mannen 1.000m sprint scratch race
- Luis Toro — 20e plaats

- Danilo Heredia
- Ramón Echegaray

### Worstelen
- Rodolfo Padron
- Ignacio Lugo
- Pio Chirinos

### Zwemmen
- Oscar Saiz

Argentinië · Australië · Bahama's · België · Bermuda · Birma · Brazilië · Brits-Guiana · Bulgarije · Canada · Ceylon · Chili · China · Cuba · Denemarken · Duitsland · Egypte · Filipijnen · Finland · Frankrijk · Goudkust · Griekenland · Groot-Brittannië · Guatemala · Hongarije · Hongkong · Ierland · IJsland · India · Indonesië · Iran · Israël · Italië · Jamaica · Japan · Joegoslavië · Libanon · Liechtenstein · Luxemburg · Mexico · Monaco · Nederland · Nederlandse Antillen · Nieuw-Zeeland · Nigeria · Noorwegen · Oostenrijk · Pakistan · Panama · Polen · Portugal · Puerto Rico · Roemenië · Saarland · Singapore ·  Sovjet-Unie · Spanje · Thailand · Trinidad en Tobago · Tsjecho-Slowakije · Turkije · Uruguay · Venezuela · Verenigde Staten · Vietnam · Zuid-Afrika · Zuid-Korea · Zweden · Zwitserland